# Eric Barber
Eric Barber, né le 18 janvier 1942 à Dublin et mort le 20 août 2014, est un footballeur international irlandais qui évolue au poste d'attaquant. Il passe l'essentiel de sa carrière dans le club dublinois du Shelbourne Football Club, dont il est le meilleur buteur de l'histoire en marquant 127 buts sous ces couleurs, avant d'en être l'entraîneur pendant une saison.

## Biographie

### En club
Eric Barber passe l'essentiel de sa carrière au Shelbourne Football Club, pour lequel il joue douze saisons, avant d'en devenir l'entraîneur adjoint puis pendant une saison l'entraîneur principal.
Il commence sa carrière dans les équipes de jeunes de Shelbourne, avec lesquelles il remporte la Coupe d'Irlande junior en 1959. Il intègre ensuite l'équipe première, remportant le championnat d'Irlande en 1961-1962, et deux coupes d'Irlande en 1959-1960 puis 1962-1963. Mais surtout, avec 141 buts marqués toutes compétitions confondues Eric Barber est le meilleur buteur du club de tous les temps. A la fin de 2019, il est également le 12e meilleur buteur du championnat d'Irlande.
Avec le club de Shelbourne, il participe à la Coupe d'Europe des clubs champions lors de la saison 1962-1963. Il joue à cet effet deux matchs contre le Sporting CP.
Il inscrit trois buts en Coupe d'Europe. Il marque son premier but avec le Shelbourne FC le 16 septembre 1964, en Coupe des villes de foires, contre le club portugais de l'Os Belenenses (1-1). Par la suite, le 17 septembre 1969, il est l'auteur d'un doublé en Coupe des Coupes avec les Shamrock Rovers, contre l'équipe allemande du FC Schalke 04 (victoire 2-1).
Lors de la saison 1970-1971, il inscrit huit buts dans le championnat d'Autriche avec le Wiener Sport-Club. Il se met en évidence en étant l'auteur d'un quadruplé face au WSG Radenthein, le 21 mars 1971, permettant à son équipe de l'emporter sur le score fleuve de 8-1.

### En équipe nationale
Eric Barber est sélectionné à deux reprises en équipe nationale. Sa première sélection a lieu le 27 octobre 1965, contre l'Espagne, à l'occasion d'un match de qualification à la Coupe du monde 1966 (défaite 4-1 à Séville). Sa deuxième et dernière sélection a lieu le 25 mai 1966, lors d'un match amical contre la Belgique (victoire 2-3 à Liège).

## Palmarès
Shelbourne
- Championnat d'Irlande (1) :
  - Vainqueur : 1961-62.

- Coupe d'Irlande (1) :
  - Vainqueur : 1959-60 et 1962-63.

## Sources
- (en) Stephen McGarrigle, The Complete who's who of Irish international football : 1945-1996, Edimbourg, Mainstream Publishing, octobre 1996, 237 p. (ISBN 1-85158-894-9), p. 20-21